# Michael Scheuer
Michael Scheuer   (Luxemburg, 20 de maig de 1927 - Krefeld, 31 de març de 2015) fou un piragüista en aigües tranquil·les alemany que va competir durant la dècada de 1950.
El 1952 va prendre part en els Jocs Olímpics d'Estiu de Hèlsinki, on va guanyar la medalla de bronze en la prova del K-1, 10.000 metres del programa de piragüisme. Quatre anys més tard, als Jocs de Melbourne, va disputar dues proves del programa de piragüisme. En el K-2, 1.000 metres, fent equip amb Meinrad Miltenberger, guanyà la medalla d'or, mentre en el K-1, 10.000 metres guanyà la de bronze.
En el seu palmarès també destaquen tres medalles al Campionat del Món en aigües tranquil·les, una de plata el 1954 i dues d'or el 1958. També guanyà dues medalles d'or i una de plata al Campionat d'Europa i 34 campionats alemanys en diferents categories.
Una vegada retirat va exercir d'entrenador.